# Umskiptar
Umskiptar es el décimo álbum de estudio de la banda noruega de black metal, Burzum. Fue lanzado el 21 de mayo de 2012 por Byelobog Productions. 
Las letras de las canciones están inspiradas en el poema nórdico llamado Völuspá, el cual cuenta como personaje principal al dios Odín y relata la creación del mundo y su inminente final. 
Se le indica como la principal fuente para estudio de la mitología nórdica.
El arte de tapa presenta a la alegoría de la noche en la mitología nórdica, Nótt, obra pintada por el artista Peter Nicolai Arbo.

## Lista de canciones
| N.º | Título          | Translation (by Varg Vikernes) | Duración |  |
| 1.  | «Blóðstokkinn»  | Soaked in Blood                | 1:10     |  |
| 2.  | «Jóln»          | Deities                        | 5:46     |  |
| 3.  | «Alfadanz»      | Elven Dance                    | 9:18     |  |
| 4.  | «Hit helga Tré» | The Sacred Tree                | 6:47     |  |
| 5.  | «Æra»           | Honour                         | 3:54     |  |
| 6.  | «Heiðr»         | Esteem                         | 2:57     |  |
| 7.  | «Valgaldr»      | Song of the Fallen             | 7:57     |  |
| 8.  | «Galgviðr»      | Gallow Forest                  | 7:12     |  |
| 9.  | «Surtr Sunnan»  | Black from the South           | 4:11     |  |
| 10. | «Gullaldr»      | Golden Age                     | 10:14    |  |
| 11. | «Níðhöggr»      | Attack from Below              | 4:59     |  |

## Personal
- Varg Vikernes – vocales, guitarra, teclados, batería, bajo, producción
- Eirik Hundvin – remezcla